# Маленький рыбак
Маленький рыбак (фин. Kalapoika) — садово-парковая скульптура работы Микко Хови, установленная в Выборге в 1924 году и демонтированная в 1960-х годах. Авторские реплики скульптуры находятся в Лахти (с 1950 года) и в Хельсинки (с 1953 года). Скульптура включена в перечень объектов культурного наследия народов РФ в качестве памятника регионального значения.

## История
Благодаря тому, что владельцем городской аптеки Й. К. фон Цвейгбергом (1842—1896) была завещана крупная сумма денег на украшение Выборга — 167 тысяч финляндских марок — в первой трети XX века городскими властями были приобретены и установлены такие парковые скульптуры, как «Лось» работы Юсси Мянтюнена, «Девушка Иматры» Георга Винтера и «Лесной юноша» Юрьё Лийполы. Одной из них стала гранитная фигура мальчика с рыбой.
С начала XX века в выборгском городском совете на протяжении многих лет обсуждался вопрос о сооружении в городе фонтана. В связи с этим рядом скульпторов были направлены различные предложения. В частности, Эмилем Халоненом в 1914 году выдвигалась идея статуи мальчика с рыбами. И хотя это предложение поддержки не получило, в Выборге всё же появился памятник со схожей композицией: в 1924 году городскими властями была приобретена гранитная скульптура «Маленький рыбак» работы Микко Хови, представлявшая собой радостного мальчика лет десяти, прижимавшего к груди огромную рыбу, хвост которой возвышался над его головой. Статую ребёнка установили на невысоком гранитном постаменте посреди клумбы с цветами на открытой площадке в сквере на углу Салаккалахтинской и Александровской улиц. 
Скульптура благополучно пережила период советско-финских войн (1939—1944), в отличие от многих других памятников (таких, как памятник Независимости, скульптура Нарцисса, памятник Петру I, памятник Вяйнемёйнену, памятник Микаэлю Агриколе, памятник белофиннам, и т.д.), оставаясь популярным местом для фотографий. Но в связи с утратой фонтанной фигуры «Девушка Иматры» в начале 1950-х годов статую мальчика с рыбой перенесли на её место в парк имени Ленина. Под названием «Мальчик с дельфином» скульптура была внесена в перечень памятников культуры, утверждённый постановлением Совета Министров РСФСР от 30 августа 1960 года № 1327. 
В Финляндии установлены бронзовые авторские реплики скульптуры: с 1950 года — в Лахти (наряду с копиями других выборгских памятников: «Лось» и памятник Микаэлю Агриколе), а в 1953 году — в Хельсинки (где также имеется копия выборгского «Лося»). 
В 1960-х годах выборгский фонтан со скульптурой ребёнка с рыбкой пострадал от вандализма, и с 1970-х годов обломок статуи, развалившейся на части после неудачной попытки реставрации, находился в запасниках Выборгского краеведческого музея, восстановлением экспонатов которого занимается скульптор А. М. Буслаев. В 2020 году памятник восстановлен с применением высокопрочного бетона, рассматривается возможность его возвращения на прежнее место. Некоторое время на месте мальчика с рыбой находилась скульптура «Мальчик с кошкой» работы Л.А. Бейбутяна (результат скульптурного симпозиума Союза художников РСФСР, проведённого в 1988 году), но затем она была перемещена ближе к берегу Большого Ковша, в створ Рыбного переулка.